# HNK Rijeka
Der HNK Rijeka ist ein Fußballverein aus der kroatischen Stadt Rijeka und spielt derzeit in der ersten kroatischen Fußballliga (1. HNL). Die Bezeichnung HNK steht für Hrvatski nogometni klub und bedeutet Kroatischer Fußballverein. Seit September 2017 ist der Verein zu 70 Prozent im Besitz des Geschäftsmanns Damir Mišković (mit seiner Firma Teanna Ltd), und 30 Prozent im Besitz der Gemeinde Rijeka.

## Geschichte

### Vorläufer des HNK Rijeka in der K.u.K-Monarchie und in Italien
Fußball wurde in Kroatien bereits 1873 von englischen Arbeitern in der Hafenstadt Rijeka gespielt. In der Zeit, in der Rijeka Teil der K.u.K.-Monarchie und später Italiens war, wurde selbstverständlich auch Fußball gespielt. Der Club Sportivo Olimpia wurde Mitte April 1904 von den Mitrovich-Brüdern Romeo und Alessandro, Antonio Marchich, Carlo Colussi, Aristodemo Susmel und Agesilao Satti gegründet, als die Stadt Rijeka (damals bekannt als Fiume) zu Österreich-Ungarn gehörte. Der Verein wurde als Tennis-, Fußball-, Schwimm-, Rad- und Leichtathletikverein gegründet. Die ersten Aktivitäten der Fußballabteilung, die von Historikern in den Nachrichten gefunden wurden, fanden am 25. November 1906 statt. Dieses Datum gilt derzeit als offizieller Beginn von HNK Rijeka. Die „italienischen“ Klubs Olympia Fiume und Gloria Fiume (gegründet 1912 als Doria) fusionieren 1926 zur Unione Sportiva Fiumana, US Fiumana, gegründet 1926 im damaligen Fiume, dem Westen des heutigen Rijeka. Die US Fiumana spielt im damaligen Stadio Comunale del Littorio, Stadion Kantrida, der späteren Heimstätte des HNK Rijeka.
Im Osten (Sušak, seit 1948 Teil der Stadt Rijeka) gibt es seit 1919 den bis heute bestehenden NK Orijent Rijeka.

### Neu-Gründung in Jugoslawien
1946 beschloss die neue kommunistische Regierung Jugoslawiens, den Hauptklub Rijeka umzustrukturieren. Aus politischen Gründen konnte die neue Organisation ihren italienischen Namen nicht behalten und musste der neuen Gewerkschaftsordnung folgen, die die Kommunisten 1945 in ganz Jugoslawien eingeführt hatten. Der „jugoslawische“ SD Kvarner oder SCF Quarnero wurde Ende Juli 1946 gegründet. „Kvarner“ begann im großen Stil. In einem Freundschaftsspiel am 1. August gelang ein Sieg über Hajduk Split vor 6000 Zuschauern. Das erste Tor in der Vereinsgeschichte „Kvarners“ erzielte Petronio. Nach den damaligen Fußballregeln des Sportbundes war es üblich, für den Einzug in die erste Liga, ein Hin- und Rückspiel gegen den damaligen Mitbewerber Unione sportiva operaia aus Pula zu bestreiten. „Kvarner“ verlor in Rijeka 1:2, aber in Pula gewann man mit 4:1 und erreichte damit zum ersten Mal in der Vereinsgeschichte die erste Liga.
In der ersten Liga (Saison 1946/47.) spielte „Kvarner“ 26 Spiele, bei denen eines hervorzuheben ist, das Spiel gegen Hajduk Split (1:1) vor 9000 Zuschauern, als Rijeka gerade mal 42.000 Einwohner hatte. In seiner ersten Meisterschaft belegt man Platz 9 mit 21 Punkten auf dem Konto. Danach kam es zu einem Relegationsspiel zwischen Kvarner und Lokomotiva Zagreb. Grund dafür war die Reorganisation der ersten Liga durch den Verband. In Zagreb gewann Lokomotiva mit 3:2, auch in Rijeka war man erfolgreich und schlug den Gastgeber mit 2:0.

### Abstiege bis in die 3. Liga
Der damit verbundene Abstieg in die zweite Liga (Saison 1947/48) war ohne Frage ein schwerer Schlag für die Spieler. Nie in der Vereinsgeschichte wurde nochmals so eine miserable Saisonleistung geboten. Als Vorletzter mit gerade mal zehn Punkten aus 20 Spielen stieg man erneut ab in die 3. Liga (Republička liga (10 Vereine)). Auch die Kaderverstärkung während der Saison half da nicht weiter.
In der darauffolgenden Saison (1948/49) spielte man erneut „nicht berauschend“ und erreichte nur den sechsten Platz mit 17 Punkten. Nach einer erneuten Reorganisation der Liga wurde der Verein daraufhin wieder in die zweite Liga eingruppiert. Sichtlich verstärkt spielte man dann auch eine erfolgreiche Saison.
Anfang 1952 wurde die zweite Liga abgeschafft, Kvarner fiel somit in eine Art Regionalliga. Übermächtig erreichte man dort den ersten Platz und durfte in die Relegation zur ersten Liga.
Im ersten Relegationsspiel bezwang man Slavija aus Karlovac auswärts mit 3:2 und daheim mit 10:0. Gegen Metalac aus Zagreb wurde auswärts 2:1 gewonnen, während man daheim mit 0:2 unterlag. Im letzten Spiel gegen Proleter aus Osijek verlor der NK auswärts 0:3 und daheim mit 0:1. Der Aufstieg wurde verpasst.
Nach einigen Jahren in einer Zwischenzonen-Liga, bestehend aus Vereinen aus Slowenien und Istrien, und der Namensänderung im Jahre 1954 in NK Rijeka, meldete sich der Verein groß zurück.

### Wiederaufstieg
In der Saison 1957/58 dominierte Rijeka das Geschehen in der „Zwischenzonenliga“ und erreichte erneut die Relegation zur ersten Liga. Vor 14.000 Zuschauern schlug man Spartak Subotica mit 3:0, darauf folgten zwei Auswärtsspiele in Kruševac gegen Napredak Kruševac sowie in Subotica. Beide Spiele endeten 0:0. Ganz Fußball-Rijeka versammelte sich auf dem Bahnhof, man stand ja mit einem Bein schon in der ersten Liga. Vor einer Rekordkulisse von 17.000 Zuschauern bezwang der Verein Napredak im Rückspiel mit 6:2 und zog somit in die erste Liga ein.
Zum Rundenabschluss wurde dann auch noch der AS Rom (damals Tabellenführer der Serie A) in einem Freundschaftsspiel in Rom mit 2:0 bezwungen.
Man hielt sich meist im Mittelfeld der mit 14 Mannschaften bestückten ersten Liga auf. Zweimal erreichte die Mannschaft sogar einen vierten Platz. Auch stand man zweimal im Viertelfinale des Landespokals. Im Jahre 1968 erreichte NK Rijeka jedoch nur den letzten Platz, stieg aber nicht direkt ab. Da in diesem Jahr die Liga auf 18 Mannschaften erweitert wurde, musste man wieder in die Relegation. Gegen FK Sloboda aus Tuzla wurde auswärts 0:3 verloren, daheim wurde der Spieß aber mit einem 4:0-Sieg umgedreht. Die Freude hielt nicht lange, denn schon im nächsten Jahr stieg man endgültig ab.
Die zweite Liga beherrschte man eindeutig und erreichte einen Relegationsplatz. Doch nach einem 0:0 im Hinspiel gegen Crvenka und einem 2:2 auswärts, verlor die Mannschaft das Elfmeterschießen mit 5:6. Auch in den nächsten beiden Jahren wurde man Erster in der Liga, scheiterte aber jeweils an NK Osijek und erneut an Crvenka jeweils in der Relegation.
Erst 1973/74 gelang der Wiederaufstieg nach einem sicheren ersten Platz in der Liga und keiner zusätzlichen Relegation.

### Cupsiege in Jugoslawien und europäische Wettbewerbe
Nach erfolgreichen Saisons 1976–1978 holte NK Rijeka nun auch seinen ersten Titel. Im Pokalfinale bezwang man FK Trepča aus Kosovska Mitrovica mit 1:0 nach Verlängerung. Auch im darauffolgenden Jahr wurde der NK Pokalsieger, diesmal gegen Partizan.
Darauf folgten auch die ersten europäischen Wettbewerbe für den Verein. Man scheiterte meist in der ersten oder zweiten Runde an Vereinen wie SK Beveren oder Lokomotiv Košice.
Zweimal hatte man es zu der Zeit auch mit richtigen Größen zu tun. Beide Male scheiterte die Mannschaft erwartungsgemäß, zuerst im Viertelfinale des Europapokals der Pokalsieger 1979/80 gegen Juventus Turin, dann 1984/85 in der zweiten Runde des UEFA-Pokals an Real Madrid. Nachdem das Hinspiel gegen Real sensationell mit 3:1 gewonnen wurde, reichte es dennoch nicht zum Weiterkommen. Im Rückspiel in Madrid folgte nach drei roten Karten für den NK und einem fragwürdigen Elfmeter für Real das Aus durch eine 3:0-Niederlage.
Der Verein hielt sich konstant in der Liga bis zum Jahre 1990, als die letzte Saison der damaligen jugoslawischen Liga gespielt wurde.

### HNL, Cup und Euroleague seit 1991
Da während des Bürgerkrieges in Kroatien kein Fußball in Form einer Liga stattfinden konnte, wurde nur ein Mini-Turnier mit vier Mannschaften veranstaltet. Diese waren Hajduk Split, HAŠK Građanski (ehemals Dinamo Zagreb), NK Rijeka sowie NK Osijek. Turniersieger wurde Hajduk Split.
In der neu gegründeten kroatischen Liga (1991) (1. HNL) war ein Verbleib anfangs nicht leicht. Rückstände vom alten jugoslawischen System waren oft stark erkennbar. So änderte sich die Zusammensetzung der Liga jährlich von zehn Teilnehmern über zwölf bis hin zu 16, dann wieder auf 12. Entscheidungen fielen oft mitten im Wettbewerb und wurden dann wieder revidiert, so dass eine Planung für die nächste Saison nur schwer möglich war. In dieser Zeit erhielt der NK Rijeka sein „H“ zum heutigen HNK Rijeka, im Zuge der politisch gewollten „Kroatisierung“ während des Kroatienkrieges 1991 bis 1995.
Nach einigen Jahren stabilisierte sich die Liga, die momentan (2015/16) zehn Vereine hat. Hier ist Rijeka seit der Neugründung immer in der ersten Liga vertreten.
Der HNK Rijeka wurde 1999 Vizemeister. Die Saison 1998/99 gilt in weiten Teilen der kroatischen Fans als „getürkt“. Im letzten Spiel der Meisterschaft wurde dem HNK Rijeka in der 89. Minute ein reguläres Tor aberkannt, was damals vom kroatischen Präsidenten Franjo Tuđman (und bekennendem GNK Dinamo Zagreb- resp. NK Croatia Zagreb-Fan und -Förderer, welcher 1999 Meister wurde) mit den Worten „es gibt einen Gott“ kommentiert wurde. Der Schiedsrichter dieses entscheidenden Spiels hat danach nie wieder ein Spiel gepfiffen.
1994 wurde der HNK Rijeka Vizepokalsieger und 2005 zum ersten Mal in der Vereinsgeschichte kroatischer Pokalsieger. Ein Jahr darauf belegte man in der Meisterschaft wieder Rang zwei und verteidigte den Pokal. 2014 gewann der HNK Rijeka zum dritten Mal den Pokal und wurde 2014 und 2015 Vizemeister. 2017 gelang der erste Meistertitel der Vereinsgeschichte.
Durch einen dritten Platz in der 1. HNL 2008/09 erreichte der Verein die Qualifikation zur UEFA Europa League, wo jedoch in der 3. Qualifikationsrunde gegen Metalist Kharkov das Aus kam. Nach einer starken Saison in der 1. HNL 2012/13 konnte die Mannschaft sich erneut nach einem dritten Platz in der Liga für die Europa League qualifizieren. Nachdem in der 3. Qualifikationsrunde MŠK Žilina ausgeschaltet werden konnte, überraschte der Verein durch sein Weiterkommen gegen den VfB Stuttgart und erreichte die Gruppenphase. Hier konnte der Klub jedoch nach vier Unentschieden und zwei Niederlagen nur den vierten und letzten Platz belegen. In der Saison 2014/15 qualifizierte sich der HNK Rijeka in der 3. Runde gegen Sheriff Tiraspol erneut für die UEFA Europa League. Nach drei Niederlagen, einem Unentschieden und zwei Siegen belegte Rijeka den dritten Platz in der Gruppenphase, direkt hinter dem späteren Gewinner der Europa League, dem FC Sevilla. In der Saison 2015/16 schied Rijeka in der 2. Qualifikationsrunde für die Europa League aus, 2016/17 in der 3. Qualifikationsrunde. 2017/18 durfte der Verein aufgrund des Meistertitels in der Vorsaison die Qualifikation zur UEFA Champions League bestreiten, wo er in der Play-off-Runde (der letzten Qualifikationsrunde vor der Gruppenphase) an Olympiakos Piräus scheiterte. Durch das Erreichen der Play-off-Runde war Rijeka jedoch fix für die Gruppenphase der Europa League qualifiziert.

## Stadion
Der HNK Rijeka trug seine Heimspiele bis 2015 in dem westlich von Rijeka liegenden Stadion Kantrida aus. Es wurde 1925 erbaut und bietet 10.600 Zuschauern Platz. Auffallend ist, dass sich das Stadion direkt unter einer etwa 50 m hohen Felswand befindet. Die Besucher werden durch ein Stahlnetz vor Steinschlag geschützt.
Im September 2013 gab der Präsident des Klubs, Damir Mišković Pläne für einen Neubau bekannt. Das derzeitige Stadion soll abgerissen werden und ein neues Stadion an gleicher Stelle entstehen.
Seit der Saison 2015/16 trägt der HNK Rijeka im neugebauten Stadion Rujevica mit 8.279 Plätzen aus. Es gehört zum neuen Trainingszentrum des Vereins und wird bis zur Fertigstellung des neuen Stadions als Hauptspielstätte genutzt.
Im Dezember 2023 kündigte der Vereinspräsident Damir Miskovic ein neues modernes Kantrida Stadion an, der Umbau wird voraussichtlich bis ins Jahr 2030 dauern. Das Stadion soll dann eine Kapazität von circa 14.000 Plätzen haben, dazu ist noch der Bau zweier Wolkenkratzer geplant, die für dieses Projekt ausschlaggebend wären.

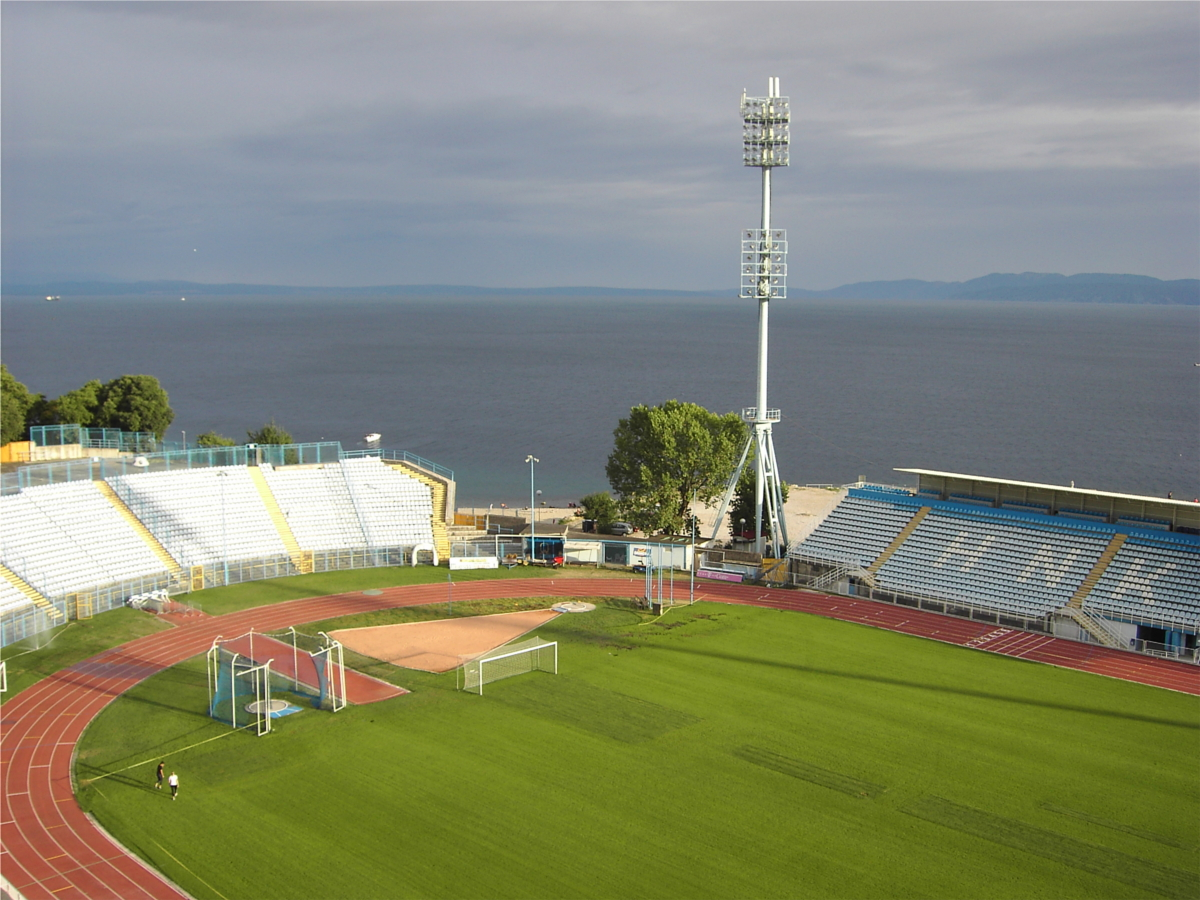
Die Osttribüne
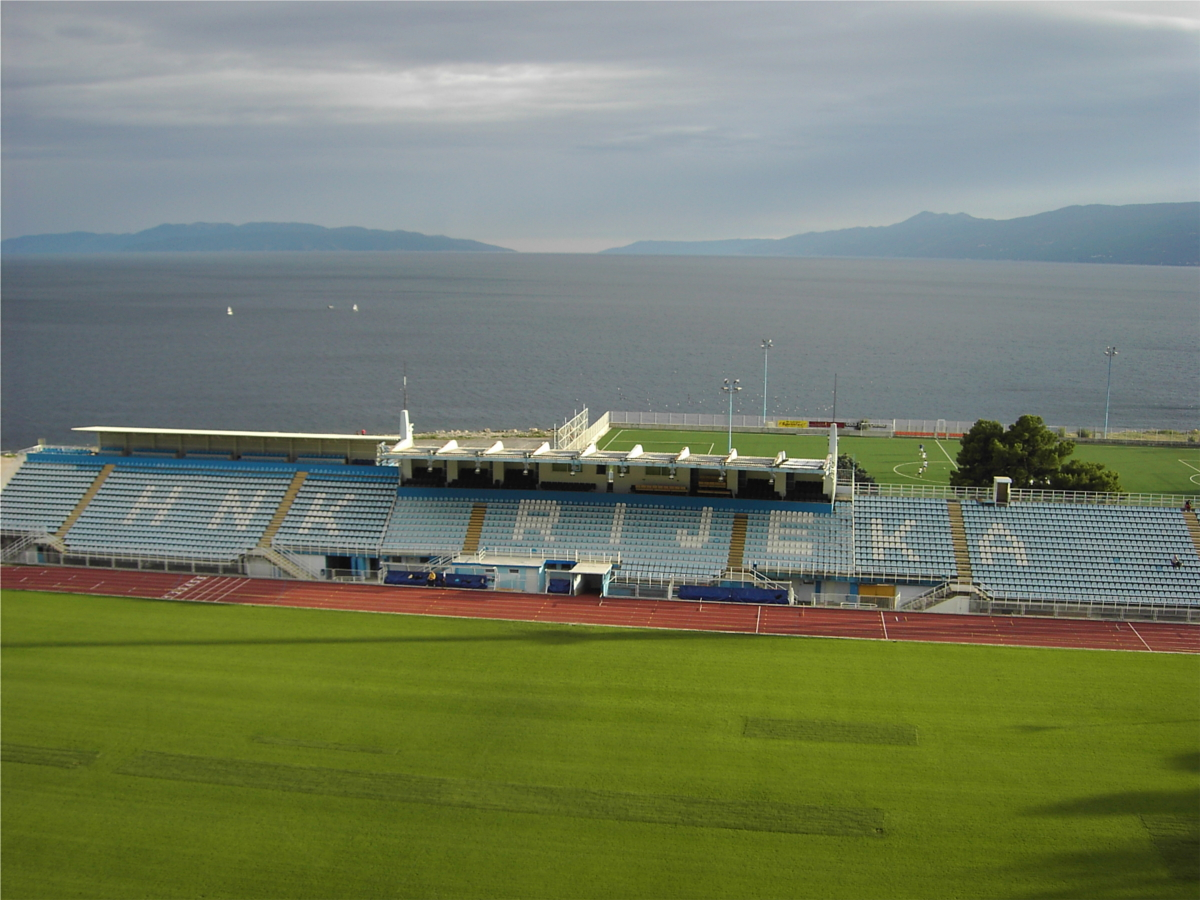
Die Haupttribüne mit dem HNK Rijeka – Schriftzug
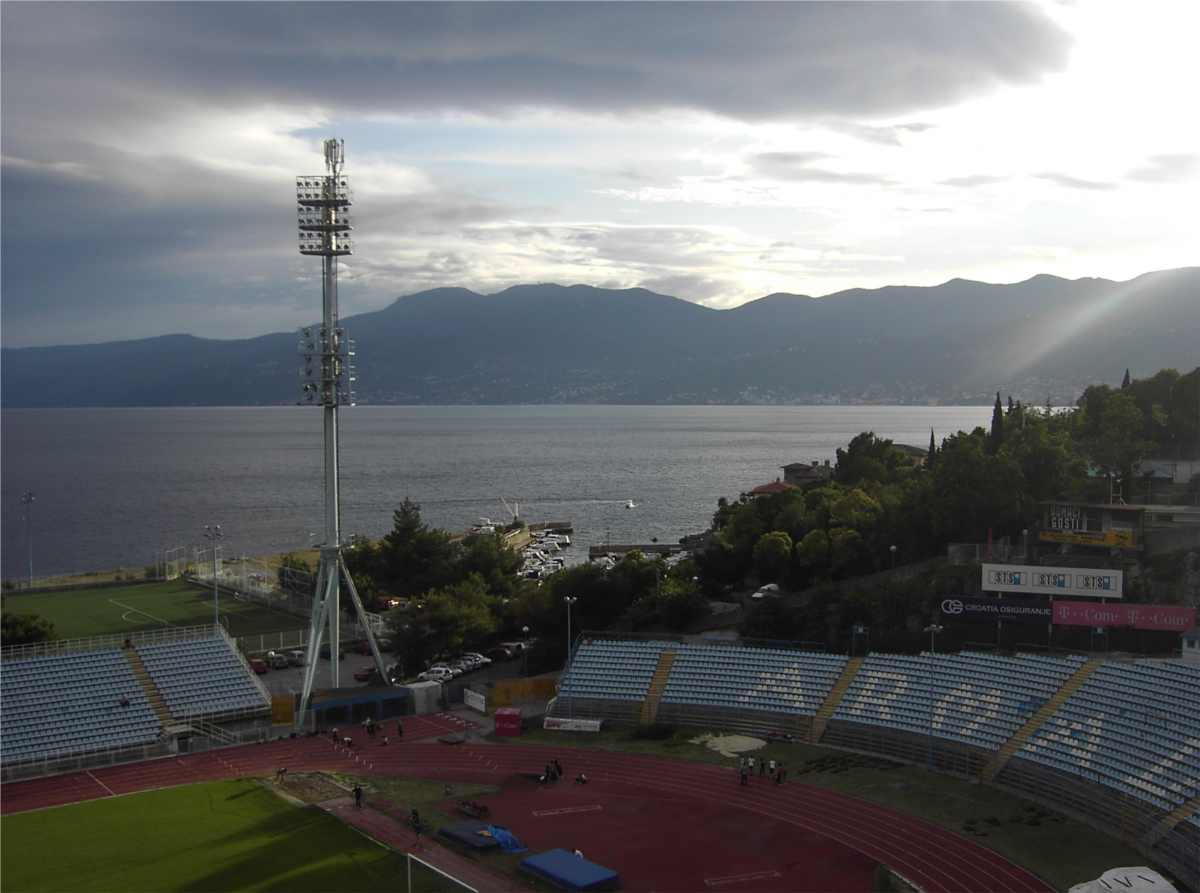
Die Westtribüne mit dem Schriftzug des Fanclubs „Armada“

## Fans

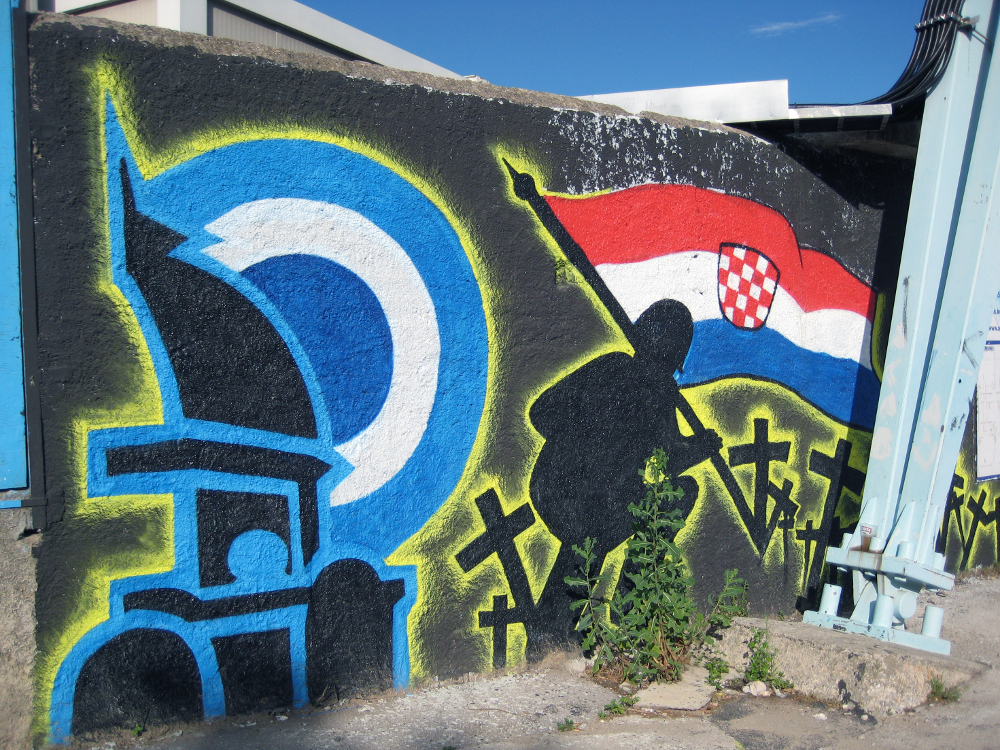
Graffiti der Armada vor dem Stadion Kantrida.

Die Ultra-Gruppierung des Vereins nennt sich Armada Rijeka sie wurde 1987 gegründet, deren größter Rivale sind die Anhänger von Hajduk Split, bekannt als Torcida Split, wenn beide Mannschaften aufeinander treffen spricht man vom Adriatischen Derby (Jadranski Derbi), welches auch mit einem hohen Aufgebot der Polizei verfolgt wird. Ebenso besteht eine Rivalität mit den Anhängern von Dinamo Zagreb, den Bad Blue Boys, sowie mit den Demoni von NK Istra Pula, mit denen man sich im Ucka derby (Derby della Ucka) misst. Stadtrivale ist der HNK Orijent, welcher in 1. NL spielt. Anhänger der Armada treffen sich regelmäßig am Jahrestag der Operation Oluja an der Krk-brücke, um an den Kroatienkrieg zu erinnern. Dazu ist die Armada bei vielen wohltätigen Projekten engagiert. Die Anhänger Rijekas kommen hauptsächlich aus der Gespanschaft Primorje-Gorski kotar und aus Istrien.

## Erfolge
- 2 × Jugoslawischer Pokalsieger: 1978, 1979
- 2 × Kroatischer Meister: 2017, 2025
- 7 × Kroatischer Fußballpokal: 2005, 2006, 2014, 2017, 2019, 2020, 2025
- 1 × Kroatischer Supercupsieger: 2014
- 3 × Bestplatzierter kroatischer Verein in der 1. Jugoslawischen Liga (1965, 1984, 1987)
- 7 × Zweitbester kroatischer Verein in der 1. Jugoslawischen Liga
- 1 × Sieger Balkanpokal (1978)
- 1 × Atlantic Cup (2017)
- 1 × Serie C (1941)  als US Fiumana

## Kader der Saison 2025/26
Stand: 14. Juli 2025
| Nr. |                         | Position | Name              |
| --- | ----------------------- | -------- | ----------------- |
| 4   | Kroatien                | MF       | Niko Janković     |
| 5   | Kroatien                | AB       | Mile Škorić       |
| 6   | Bosnien und Herzegowina | AB       | Stjepan Radeljić  |
| 8   | Slowenien               | MF       | Dejan Petrovič    |
| 9   | Kroatien                | ST       | Duje Čop          |
| 10  | Kroatien                | MF       | Toni Fruk         |
| 11  | Kroatien                | ST       | Gabrijel Rukavina |
| 13  | Bosnien und Herzegowina | TW       | Martin Zlomislić  |
| 14  | Bosnien und Herzegowina | MF       | Amer Gojak        |
| 15  | Nordmazedonien          | AB       | Jovan Manev       |
| 16  | Montenegro              | ST       | Nikola Medojević  |
| 17  | Bosnien und Herzegowina | ST       | Luka Menalo       |
| 19  | Kroatien                | AB       | Noel Bodetić      |
| 20  | Kroatien                | ST       | Dominik Dogan     |
| 21  | Bosnien und Herzegowina | MF       | Silvio Ilinković  |
| 22  | Kroatien                | AB       | Ante Oreč         |
| 24  | Kroatien                | AB       | Bruno Burčul      |
| 27  | Kroatien                | ST       | Šimun Butić       |
| 29  | Kroatien                | MF       | Andro Babić       |
| 30  | Kroatien                | ST       | Bruno Bogojević   |

| Nr. |                | Position | Name               |
| --- | -------------- | -------- | ------------------ |
| 31  | Nigeria        | TW       | Dawid Nwolokor     |
| 34  | Serbien        | AB       | Mladen Devetak     |
| 37  | Gambia         | ST       | Cherno Saho        |
| 45  | Gambia         | ST       | Ante Majstorović   |
| 99  | Serbien        | TW       | Aleksa Todorović   |
|     | Litauen        | AB       | Justas Lasickas    |
|     | Schweiz        | AB       | Anel Husić         |
|     | Kongo Republik | MF       | Merveil Ndockyt    |
|     | Portugal       | MF       | Tiago Dantas       |
|     | Montenegro     | ST       | Omar Sijarić       |
|     | Bulgarien      | MF       | Dominik Jankow     |
|     | Kroatien       | ST       | Dominik Simčić     |
|     | Kroatien       | MF       | Borna Panić        |
|     | Kroatien       | ST       | Ante Matej Jurič   |
|     | Montenegro     | MF       | Strahinja Tešović  |
|     | Nordmazedonien | ST       | Matej Momčilovski  |
|     | Kroatien       | AB       | Roko Valinčić      |
|     | Kroatien       | AB       | Mihael Bužić       |
|     | Kroatien       | TW       | Domagoj Ivan Marić |

## Bekannte ehemalige Spieler
- Andrej Kramaric (2013–2014)
- Anas Sharbini (2005–2009 und 2013–2016)
- Damir Kreilach (2007–2013)
- Fredi Bobic (2006)
- Petar Radaković (1954–1966)
- Zoran Kvržić (2013–2020)
- Milan Ružić (1976–1983)
- Ezio Loik (1936–1937)
- Dario Knežević (2002–2006 und 2013–2015)
- Marco Pašalic (2023–2025)

## Bekannte ehemalige Trainer
- Miroslav Blažević (1980–1981)
- Josip Skoblar (1983–1987)
- Zlatko Kranjčar (2002–2003)
- Josip Kuže (2007)
- Matjaž Kek (2013–2018)
- Igor Bišćan (2018–2019)
- Zlatko Dalić (2007–2008)